# Мелодія
Мело́дія — провідний голос, що концентрує в собі художню думку та естетичну чарівність твору, підпорядковує собі інші компоненти фактури.
Це ряд спадних та зростаючих інтервалів, що повторюються, які членуються і рухаються ритмом, що містить приховану гармонію та передає настрій, незалежно від слів тексту, супровідних голосів, вибору абсолютної висоти звучання та інструменту.
Мелодії поділяються на мелодії вокальної природи та інструментальної природи.
Повну, до найменших деталей, змістовність і виразність мелодія отримує лише у взаємодії з усім багатоголосим цілісним твором.
Різні форми популярної та народної музики переважно вибирають одну чи дві мелодії (для тексту і приспіву) і дотримуються їх; значні варіації можуть бути у способі виконання та тексті. У популярному визначенні мелодією може вважатись вимір музики, який широкий загал присвоює і може використовувати для наспівування, насвистування, пританцьовування тощо.
У західній класичній музиці, композитори часто представляють початкову мелодію, або тему, і створюють її варіації. Класична музика часто має кілька музичних шарів, що утворюють поліфонію, контрапункт, які раніше ототожнювались із мелодією, до того як її стали вважати лінією головного голосу. Часто мелодії складаються з маленьких музичних фрагментів — мотивів. Ріхард Вагнер розвинув концепцію лейтмотиву: мотиву чи мелодії, яка пов'язана з певною ідеєю, особою або місцем.